# آنتونیو میگل پرا
آنتونیو میگل پرا (اسپانیایی: Antonio Miguel Parra‎؛ زادهٔ ۲۶ دسامبر ۱۹۸۲) دوچرخه‌سوار اهل اسپانیا است. وی در بازی‌های المپیک تابستانی ۲۰۰۸ شرکت کرده است.